# Hornito
Hornito es un corregimiento del distrito de Gualaca en la provincia de Chiriquí, República de Panamá. La localidad tiene 1.230 habitantes (2010).